# 東方冷杉行動
東方冷杉行動（“Fir East”）是德國在第二次世界大戰期間為奪取苏尔岛而採取的行動在芬蘭灣落入蘇聯手中之前。苏尔岛尤其重要，因為它是芬蘭灣的一個船閘，守護雷區，將蘇聯波羅的海艦隊留在喀琅施塔得。

## 背景
芬蘭準備單獨結束對蘇聯的戰爭促使德國人為這種可能性做好準備。此外，1944年6月中旬，在蘇聯維堡-彼得羅扎沃茨克攻勢取得初步成功期間，局勢變得嚴峻，德國人讓為這次行動做好準備的部隊進入了全面準備狀態。 德國對坦納行動的計畫是與德國第20山地軍的撤離伯克行動同時制定的，1944年7月5日，坦納行動僅分配給德國海軍。
1944年9月2日，芬蘭正式通知德國芬蘭和蘇聯之間即將停火，希特勒下令沒收所有芬蘭船隻並為「坦尼奧斯特」行動做好準備。雖然為了促進與伯克行動相關的物資運輸，沒收令被撤銷，但由於芬蘭當局阻止任何船隻從芬蘭航行到德國，奪取戈格蘭的計劃仍在進行中。 這次行動最初計劃與另一次奪取坦尼西的行動一起進行，但由於為該行動保留的部隊已經部署到東部地區，因此兩次行動都未實施前面，因為瑞典已警告不要在奧蘭島開展行動。

## 戰鬥內容
1944年9月14日，第一批來自國防軍和德國海軍的 1,400 名士兵在塔林被載上船。在襲擊之前，德國指揮官試圖與苏尔岛的芬蘭指揮官進行談判，因為情報報告讓他相信芬蘭人可能會在沒有抵抗的情況下離開。 Kijanen (1968) 第 220–221 頁 午夜，當兩艘芬蘭 VMV 級巡邏艇 準備出發運送擱淺的德國無線電裝置時，一艘德國掃雷艦抵達在島嶼東側的碼頭，要求島嶼投降。 當要求被拒絕後，德國人開始登陸部隊，導致芬蘭軍隊於1944 年9 月15 日00:55 開火。撤離，但在此之前燒毀了兩艘被困的芬蘭巡邏艇（“VMV 10”和“VMV 14”）。
德軍在島北部以及島上東側碼頭以南的海灘進行了進一步登陸。芬蘭軍隊成功遏制了登陸行動，甚至阻止了在島上西側進一步登陸的企圖。魚雷艇 T-3，T-5，T-6和二戰芬蘭機動魚雷艇#繳獲的G-5級機動魚雷艇|G-5級 機動魚雷艇「V-2」和「V-3」）前往霍格蘭，在0330 點開始攻擊支援登陸行動的德國艦艇。進行的，後來在黎明時進行的攻擊沒有提供進一步的結果。  沉沒，因為芬蘭人使用的老式魚雷沒有足夠的威力來擊沉較大的掃雷艦。
芬蘭的努力迫使德國海軍開始向島上更受保護的西側移動，使登陸部隊無法獲得有效的砲火支援。行動進行期間，36 架蘇聯飛機襲擊了德軍，至少摧毀了一艘登陸艇。這使得德軍暫緩部署處於待命狀態的三艘驅逐艦和兩艘大型魚雷艇。相反，德國海軍開始逐步撤退到塔林，在無法與登陸部隊取得聯繫的情況下，在島上留下了幾艘登陸艇和駁船。部隊降落。這次行動以徹底失敗告終，除了 153 名德國人陣亡外，芬蘭人還俘虜了 1,231 名德國人囚犯（其中 175 人受傷）芬蘭隊損失了36 個KIA、67 個WIA 和8 個MIA。

## 結果
這次行動標誌著德國和芬蘭軍隊之間敵對行動的開始，即所謂的拉普蘭戰爭。芬蘭人從這次行動中受益，因為它向蘇聯人表明芬蘭人準備對德國人使用武力。這進一步損害了德國在芬蘭北部的努力，因為芬蘭人下令所有船隻，包括租給德國人的船隻，立即前往芬蘭或瑞典港口。